# Alböke församling
Alböke församling var en församling i Ölands norra kontrakt, Växjö stift och Borgholms kommun och ingick i Köpings pastorat.  År 2006 uppgick församlingen i Föra-Alböke-Löts församling.
Församlingskyrka var Alböke kyrka.
2003 fanns här 261 invånare.

## Administrativ historik
Församlingen har medeltida ursprung.
Församlingen utgjorde fram till 1525 ett eget pastorat för att därefter bli annexförsamling i pastoratet Löt och Alböke. År 1962 blev församlingen annexförsamling i pastoratet Köping, Egby, Löt, Alböke, Föra och Bredsättra. År 2006 uppgick församlingen i Föra-Alböke-Löts församling.
Församlingskod var 088503.

## Series pastorum
| Ämbetstid | Namn         | Levnadstid |
| 1525      | Sveno Klinth |            |